# Институт фармакологии и токсикологии Бундесвера
Институт фармакологии и токсикологии Бундесвера (нем. Institut für Pharmakologie und Toxikologie der Bundeswehr) в Мюнхене проводит исследования в области химической защиты.

## История
Первоначально институт был основан в середине 1960-х годов в казарме в Гаршинг-Хохбрюк, заброшенной вооружёнными силами США. В то время было 15 сотрудников. Собственно Институт микробиологии Бундесвера был основан в 1984 году, и на тот момент в нем уже работало 28 сотрудников.
В декабре 2001 года институт переехал в новое здание на его нынешнем месте в казармах Эрнста фон Бергмана. Вместе с Институтом радиобиологии вооружённых сил Германии и Институтом микробиологии вооружённых сил Германии в августе 2002 года институт был подчинен независимому отделу Центральной медицинской службы вооружённых сил Германии и Медицинскому управлению вооружённых сил Германии. С 2012 года все три института снова подчиняются Медицинской академии.

## Задачи
- Предоставление экспертных знаний, специальных диагностических возможностей, принципов, концепций, руководящих указаний и процедур для поддержания/восстановления здоровья лиц, подвергшихся воздействию боевых отравляющих веществ.
- Предоставление мобильных оперативных групп (Task Forces) в случае возникновения военной угрозы боевых отравляющих веществ, а также для медицинской проверки боевых агентов отравляющих веществ.
- Исследования патомеханизмов, профилактика, обнаружение, лечение и эпидемиология нарушений здоровья, вызванных боевыми отравляющими веществами.

## Отравление Навального
2 сентября 2020 года лаборатория Института фармакологии и токсикологии Бундесвера обнаружила в организме Алексея Навального следы яда группы «Новичок», о чём было сообщено на сайте правительства Германии.